# Del piacere di leggere
Del piacere di leggere (Sur la lecture) è un'opera di Marcel Proust.
Nel 1905 Proust scrive per "La renaissance latine" un lungo saggio (circa 60 pagine) dal titolo Sur la lecture. In questo periodo Proust sta esaurendo l'interesse verso John Ruskin e nel 1906 userà questo saggio come parte della Prefazione a "Sésame et les lys"', seconda e ultima sua traduzione delle opere di Ruskin.
Sèsame et les Lys è diviso in due parti: Des trèsor des rois (dove Ruskin espone la sua teoria della lettura) e Des jardins des reines, dedicato all'educazione delle fanciulle.
Con questo lavoro terminano i sei anni che Proust ha dedicato a Ruskin. Ora Proust sa che deve scegliere tra continuare a leggere gli altri e scrivere, sostituendo con le proprie idee quelle di Ruskin.
Da questo momento comincia a mettere a punto la Recherche. Va notato infatti che nel saggio Sur la lecture Proust contesta le opinioni che aveva Ruskin sullo stesso tema. Nel volume All'ombra delle fanciulle in fiore infatti, Proust fa dire a un personaggio: «Far finta di leggere le Stones of Venice di Lord John Ruskin, lugubre scocciatore, uno dei più barbosi gaglioffi del mondo».

## Alcuni passi
- Sulle letture giovanili (inizio del saggio Sur la lecture): «Forse non ci sono giorni della nostra adolescenza vissuti con altrettanta pienezza di quelli che abbiamo creduto di trascorrere senza averli vissuti, quelli passati in compagnia del libro prediletto […] un ricordo talmente dolce […] che ancora oggi, se ci capitano tra le mani i libri di un tempo, li sfogliamo come fossero gli unici calendari conservati dei giorni passati e ci aspettiamo di vedere, riflessi sulle loro pagine, le case e gli stagni che non esistono più.»
- Sui caratteri propri della lettura (in polemica con Ruskin): «Ho cercato di sostenere che la lettura non dovrebbe essere assimilata ad una conversazione, sia pure con l'uomo più sapiente; la differenza essenziale tra un libro e un amico, non consiste nella loro maggiore o minore saggezza, ma nel modo in cui comunichiamo con loro; la lettura, al contrario della conversazione, consiste, per ognuno di noi, nel ricevere un pensiero nella solitudine, continuando in pratica a godere dei poteri intellettuali che abbiamo quando siamo soli con noi stessi e che invece la conversazione vanifica, a poter essere stimolati, a lavorare su noi stessi nel pieno possesso delle nostre facoltà spirituali».
- Confronto tra scrittore e lettore: «Sentiamo che la nostra sapienza comincia dove quella dell'autore finisce, e vorremmo che ci desse delle risposte laddove tutto ciò che può fare è fornirci dei desideri […] che significa forse che non possiamo ricevere la verità da nessuno e che dobbiamo crearcela da soli».
- I limiti della lettura: «La lettura è la soglia della vita spirituale, può introdurci in essa ma non costituirla».
- Il processo che deve avviare la lettura: «Esistono degli spiriti cui una sorta di pigrizia impedisce di scendere spontaneamente nelle regioni profonde di se stessi, dove comincia la vera vita dello spirito […] nella semplice solitudine la coscienza pigra non può trovare nulla e nemmeno la più sofisticata conversazione può esserle utile […] ciò che le è necessario è un intervento capace di suscitare un movimento profondo, e la possibilità di accogliere nella solitudine lo stimolo di un altro spirito. Questo processo è proprio della lettura […] quando la lettura è per noi l'iniziatrice le cui magiche chiavi ci aprono al fondo di noi stessi quelle porte che noi non avremmo mai saputo aprire, allora la sua funzione nella nostra vita è salutare».

## Edizioni italiane
- Sulla lettura, trad. di Paolo Serini, Il melangolo, Genova, 1989 ISBN 88-7018-102-2
- Sulla lettura, a cura di Anna Luisa Zazo, Mondadori, Milano, 1995
- Il piacere della lettura, trad. di Cesare Salmaggi e Luisa Cortese, Net, Milano, 2002
- Del piacere di leggere, trad. di Maria Cristina Marinelli, Passigli, Firenze, 1997 ISBN 88-368-0446-2
- Sulla lettura, a cura di Mariolina Bertini, traduzione di Paolo Serini e Mariolina Bertini, BUR Rizzoli, Milano, 2011 ISBN 978-88-17-05070-8
- Giornate di lettura, in Saggi, a cura di Mariolina Bertini e Marco Piazza, il Saggiatore, Milano, 2015